# Vibrations (magazine)
Pour les articles homonymes, voir Vibration (homonymie).
Vibrations était un magazine franco-suisse consacré aux musiques du monde (world music)  créé en juillet 1991.
D'abord bimestriel, il passe en mensuel en 1998 et fête en juin 2006 le numéro 84 de cette seconde version. L'image et les reportages sur les artistes sont les points forts du magazine, qui couvre les   musiques populaires de tous les continents avec une prédilection pour le continent africain.  
Lancé en 1991 à Lausanne, en Suisse, le magazine Vibrations fut d’abord un fanzine musical qui cherchait à faire partager sa passion pour les musiques métissées, qu’elles aient pour nom acid-jazz, rare groove ou beat africain. Vibrations commence avec une équipe restreinte: le dessinateur Noyau à la maquette et les journalistes Pierre-Jean Crittin et Elisabeth Stoudmann. Tous trois travaillent bénévolement. Le premier numéro comprend 64 pages en noir et blanc. Il est diffusé en Suisse romande sur les sites du Montreux Jazz Festival et du Paléo de Nyon.
Dès 1992, Vibrations s'associe à différents éditeurs français, dont L’Affiche et Le Nouvel Observateur. En janvier 2004, Consart SA, éditeur indépendant du magazine, connaît désormais suffisamment bien le marché pour reprendre la gestion du titre sur la France et la Suisse.
En 1995, Vibrations lance des compilations de DJ sous le nom de "Introuvables et Remixes". En 2004, en collaboration avec Universal Music France, Vibrations publie une collection de coffrets de musiques du monde. Le magazine produit également des soirées (Acoustic Sessions) et est sollicité par des festivals et des clubs pour organiser des soirées (notamment La Bâtie, Cully Jazz Festival, Le Bourg).
Son site Internet proposait un contenu différent, actualisé quotidiennement par Joël Vacheron. Réalisé avec l’outil blog, mais conçu comme un média, vibrationsmusic.com augurait bien de ce qui a fait l’attrait du Web 2.0. Il avait l’ambition de devenir le premier site musical de référence en langue française et de réunir tous les passionnés de musique, en proposant des actualités musicales, des agendas, des comptes-rendus de concerts, des  sélections de sons et d’images, des downloads et des playlists d’artistes, des podcasts.
Le magazine a déposé son bilan au printemps 2013 et a cessé désormais toutes activités.